# حزقيال مارتينيز إسترادا
حزقيال مارتينيز إسترادا (بالإسبانية: Ezequiel Martínez Estrada)‏ هو مؤلف وكاتب أرجنتيني، ولد في 14 سبتمبر 1895 في سانتا في في الأرجنتين، وتوفي في 4 نوفمبر 1964 في باهيا بلانكا في الأرجنتين.

## وصلات خارجية
- حزقيال مارتينيز إسترادا على موقع IMDb (الإنجليزية)
- حزقيال مارتينيز إسترادا على موقع الموسوعة البريطانية (الإنجليزية)